# 비올라 다나
비올라 다나(Viola Dana, 1897년 6월 26일 ~ 1987년 7월 3일)는 미국의 배우이다. 무성 영화 시대에 큰 인기를 끌며 100편 이상의 영화에 출연했으나, 유성 영화로의 변이 과정에서 커리어적으로 살아남지 못하였다.